# Tafissour
Tafissour (în arabă تفسور) este o comună din provincia Sidi Bel Abbès, Algeria.
Populația comunei este de 2.515 locuitori (2008).